# فودايس
فودايس هي مدينة من مدن كرواتيا. يبلغ عدد سكانها 8875 نسمة وذلك حسب إحصائيات سنة 2011. وهي وبلدية وميناء في مقاطعة شيبينيك-كنين. تطل على البحر الأدرياتيكي.
كانت قرية صيد سابقة، ثم تحولت في النصف الثاني من القرن العشرين إلى وجهة سياحية، وبلغت ذروتها خلال العقد الأول من القرن الحادي والعشرين، حيث كانت من بين أكثر الوجهات زيارةً في دلماسية.

## وصلات خارجية
- الموقع الرسمي